# Переможинці
Перемо́жинці — село в Україні, у Звенигородському районі Черкаської області, підпорядковане Стеблівській селищній громаді. У селі мешкає 357 людей. Стара назва — Туркенці.
Село Переможинці знаходиться за 12 км від м. Корсуня-Шевченківського та за 17 км від залізничної станції Корсунь. Дата виникнення села Переможинці достеменно не відома. Є припущення, що Переможниці виникли в XII столітті. Перша письмова згадка про село від 1714 р. У ХІХ столітті та до 7 березня 1946 року село мало назву Туркенці. Після переможного завершення Корсунь-Шевченківської битви його перейменували на Переможинці.
На території села виявлено поселення трипільської культури. Воно знаходилось на північній околиці села зліва біля дороги на Яблунівку і Корсунь-Шевченківський, розміщене на колгоспному полі і розораних городах, значна його частина зайнята сільським кладовищем, висота його до 25 метрів. Площа поселення — біля 50 гектарів. З півночі поселення обмежує Капітанів яр. Археологічні дослідження цієї ділянки проходили в липні-жовтні 1983 року. Для цієї пам’ятки характерний столовий посуд, розмальований коричневою фарбою. Основні мотиви орнаментів — зооморфний, рослинний та біжуча спіраль. Зустрічаються характерні для Середнього Придніпров’я зображення собак. У Корсунь-Шевченківському державному історико-культурному заповіднику зберігаються посуд та його фрагменти, жіночі статуетки, куски глиняної обмазки, прясельця, крем’яні знаряддя з трипільського поселення поблизу Переможинців. Ще і зараз місцеві жителі знаходять уламки глиняного посуду на своїх городах. За спогадами очевидців при розширенні кладовища була виявлена цегельна кладка із цегли трохи довшої та тоншої від звичайної. Передбачають, що це могли бути залишки древньої фортеці, яка мала підземний хід, що мав вихід на одній з вулиць, яка вела до лісу. Залишки цього ходу вивчав із своїми ровесниками у 50-і роки юний житель села Резніченко Василь Григорович.
За люстрацією 1765 р. село відносилось до Корсунського староства. На 1789 рік у селі проживало 28 селян та було 34 робочих воли. На початок 1900 року у Туркенцях нараховувалося понад 527 десятин землі, якою володіли селяни. Село належало найяснішому князю М. П. Лопухіну-Демидову.
Інформацію щодо історії церкви села Туркенці та його населення можна почерпнути із наукової праці Парасковії Степенькіної «До питання становлення Української церкви» вміщеної на сторінках Корсунського часопису. Ось, що вона пише: «З візиту Корсунського деканату 1741 року відомо, що парафіяни 20 дворів села були приписані до Успенської парафіяльної церкви с. Дацьок. На 1789 рік церкви в селі вже не було, бо як видно з архівних документів, вона не прийняла унію. На 1816 рік у селі проживали 131 чоловік і 132 жінки. Як пише Лаврентій Похилевич у 1864 році 393 парафіян були приписані до Преображенської церкви села Петрушок. Село належало до Корсунського маєтку.
У 1910 році в селі проживало 476 чоловіків і 484 жінки. У 1912 році тут було 960 православних. Дітей шкільного віку (від 8 до 12 років) нараховувалось 50 хлопчиків і 48 дівчаток. У церковній школі навчалось 55 дітей, а 43 з різних причин не навчались.
На 1916 рік у селі був 101 будинок, у яких проживало 404 чоловіки та 421 жінка. Всі вони парафіянами Свято-Преображенської церкви с. Петрушок. У селі працювала школа грамоти. Виходячи з інформації архієпископа черкаського і канівського Софронія, у ХХ столітті церква у селі була, про це свідчить те, що з 1934 до 1935 року її священником був чернець Неофіт». Але старожили стверджують, що церкви у селі не було, служба проводилась келейно.
Відомо, що в миру чернець мав прізвище Соболенко Микола Маркович. Зараз сільська церква діє у конторі колишнього колгоспу. На великі свята до села приїздить священник Володимир із Селища та проводить церковну службу. Храмове свято у селі Переможинцях відзначають 19 серпня в день Преображення Господнього, Другий або Яблучний Спас.
Чого тільки не зазнало українське село за роки своєї історії? Якщо звернутися до камерального опису містечка Корсуня та його округи у 1800—1810 роках, то ми побачимо, що село Туркенці розміщене по обидві сторони яру і безіменної річечки за 7 верст від містечка Корсуня. Економічних закладів у селі не було, крім питного будинку, де продавалось гаряче вино (горілка), а іноді і пиво. Селянські будівлі ошатні. Сади не великі, а городи обширні. Землі, які належать до цього села майже рівні, сіропіщані, дають гарні урожаї. Навколо села багато дубового, березового, осикового, липового лісу, де є великі покоси. Дача простягається по обидві сторони описаної річки.
Селяни до хліборобства і всієї сільськогосподарської роботи працелюбні, мають багато рогатої худоби, утримують овець і бджіл, ефективно використовують плоди городництва.
З появою у 1861 році в адміністративному поділі такої одиниці, як волость, село Туркенці увійшло до Корсунської волості. На утримання сільських посадовців в середині 19 століття у Туркенцях використовували 100 рублів на рік. Сільська громадська управа складалась з сільського сходу та виборного сільського старости. Вони були підпорядковані волосній управі.
Жителі села були учасниками Першої Світової війни. У списках нижчих чинів, які загинули чи пропали безвісти у Першу світову війну 1914—1918 роках є прізвище рядового Миронченка Маркела Харитоновича, уродженця с. Туркенці, який потрапив у полон та відрахований із списків своєї частини 14 листопада 1914 року. Уродженець села, Гриценко Віктор Олександрович, доповнив інформацію про учасників Першої світової війни. Його дідусь по батькові — Гриценко Сидір Васильович був мобілізований в армію у 1900 році. У Першу Світову війну Служив артилеристом, отримав контузію, оглух. Після комісування з армії повернувся у село. Помер у 1943 році. Резніченко Микита Прокопович також був учасником Першої Світової. Потрапив у німецький полон, з якого повернувся додому у 1919 році. Прядко Леонтій Гаврилович , кавалер Георгіївського хреста Першої Світової війни , пройшов в боях фронтами Другої світової війни і війну закінчив у Берліні. В сімейному архіві зберігається його фото на фоні Рейхстагу. У 50—60 роки ХХ ст. Леонтій Гаврилович працював у колгоспі садівником.
Напередодні Української революції 1917—1921 років село Туркенці входило до Корсунської волості. Навесні 1919 року у селах Корсунської волості почали створюватись комітети бідноти. У Туркенцях комітет бідноти був створений 1 липня 1919 року, але при його створенні виникли труднощі. В цей комітет у селі ніхто не хотів вступати. Головою комітету був обраний Н. М. Соболенко. Комітети бідноти мали допомагати у мобілізації до лав Червоної армії, забезпечувати армію і промислові центри України продовольством, здійснювати аграрні закони радянської влади, проводити «червоний терор» на селі. Діяльність комітетів бідноти була перервана у зв’язку із захопленням України денікінцями в серпні 1919 року. Змінився і адміністративний устрій. У селах почали обирати старост. Старостою у селі Туркенцях був обраний Д.Т. Вертеба.
Дуже цінним надбанням є збережені спогади жителів села про різні періоди в його історії. Про роки примусової колективізації свідчать спогади корсунця Резніченка Василя Григоровича про родину свого діда Резніченка Терентія Сидоровича, типову для багатьох селянських родин того періоду на Корсунщині. Сім’я Терентія Сидоровича була досить заможною: мала пару коней, кінні жорна, худобу, садок, пасіку, декілька десятин землі. З 14 дітей у сім’ї вижили дев’ятеро дітей: сім хлопців та двоє дівчат. Всі росли працьовитими. Щоб уникнути виселення до Сибіру Терентій Сидорович віддав все майно до колгоспу та працював у ньому до самої пенсії. Цей вчинок батька врятував родину. Хоча долі дітей склались по-різному: один з синів Терентія Сидоровича Кирило у 30-х роках був завідувачем гаражами ЦК Компартії України, Григорій — учасник Другої світової війни, потрапив у полон, втік звідти, воював у партизанському загоні «Смерть фашизму», був водієм санітарної машини, на якій дістався до самого Берліна. Афанасія за підпільну діяльність розстріляли нацисти в Одесі, а Івана — в Різаному яру. Ще один син Василь подався в Америку, подав звістку, що їде додому та так і не повернувся. Дочка Марія в роки колективізації виїхала в Хабаровський край, а друга дочка Ольга, залишилась у селі, працювала у колгоспі. Її чоловік Тимофій загинув на фронтах Другої світової війни, тож вона самотужки ростила та виховувала трьох дітей-дочок Галину, Марію і сина Миколу.
Колективізація не врятувала жителів с. Туркенець від Голодомору 1932—1933 років, жертвами, якого стали 125 односельців. На підставі свідчень очевидців Голодомору Прядка Василя Івановича, Прядко Ольги Іванівни, Шкребтієнко Євдокії Антонівни сьогодні встановлено імена 28 осіб. У книзі «Чорні крила великого голодомору» автора-упорядника Михайла Волкова є спогади односельців про цю страшну подію: Гриценко Ніни Леонтіївни 1921 р.н. та Прядко Марії Дементіівни 1914 р.н.
Не обійшли односельців і репресії та переслідування комуністичної влади. Серед репресованих — Кравченко Купріян Олександрович, уродженець села Туркенці, Київської області. 1904 року народження, українець, із селян, був головою артілі с. Шевченко Доманівського району Одеської області. Заарештований 2 січня 1933 р., а 19 травня 1933 р. справу припинено. Назва установи яка припинила справу, невідома. Подальша доля також невідома. Реабілітований у 1998 році.
Село перебуває під духовним захистом своїх земляків, священномучеників, які постраждали за віру в роки сталінських репресій. У сибірських і уральських концтаборах Радянського Союзу пропало багато священнослужителів, серед яких ієромонах Києво-Печерської лаври Агафон (Соболенко), засуджений за агітацію проти радянської влади.
Майбутній сповідник Олексій Маркович Соболенко народився 12 лютого 1882 року в селі Туркенці Київської губернії. У Києво-Печерському монастирі на послуху перебував з 1907 року. З початком Першої світової війни у 1914 році був мобілізований до лав діючої армії. По закінченні війни, у березні 1918, повернувся до Києво-Печерської лаври, де прийняв чернечий постриг з ім’ям Агафон.

У жовтні 1921 був рукопокладений у сан ієродиякона, серпні 1924 — рукопокладений у сан ієромонаха. У Києво-Печерській обителі виконував послух в еклесіаршому відомстві. Еклезіарх відав усіма лаврськими церквами, різницями, начинням, виготовленням і продажем свічок, дзвоновим благовістом і церковною сторожою. Уперше ієромонах Агафон був заарештований 6 січня 1925 року за підозрою у приховуванні церковних цінностей. Чотири місяці ченця тримали під вартою, і тільки в травні випустили з місць ув’язнення під підписку про невиїзд. У 1933 році чернець був виселений з Києва. Отець Агафон переїхав у приміську Бучу, недалеко від столиці, проте через деякий час йому «запропонували» переїхати ще далі — за межі 50-кілометрової зони. Не послухатися такої пропозиції чернець не міг, і переїхав потім до Білої Церкви, Київської області, де йому був виданий паспорт. Однак пасивно спостерігати за злочинами радянського режиму отець Агафон не міг, і через деякий час повернувся до Києва. В 1937 році у відділ НКВС надійшла інформація про нелегальне проживання отця Агафона в українській столиці. 14 жовтня 1937 ієромонах був заарештований на київській Солом’янці, коли йшов у Покровську церкву. Постанова про початок слідства, ордер на арешт і звинувачення були складені вже після арешту — 15 жовтня. Отець Агафон утримувався під вартою у київській в’язниці. Свідків у його справі і речових доказів не було. Однак, на єдиному допиті, проведеному 18 жовтня 1937 р., він заявив:
Так, я дійсно, будучи незадоволеним і скривдженим радянською владою, проводив серед віруючих у Києві, Бучі та Білій Церкві… відкриту агітацію проти влади. У цьому я визнаю себе винним.
На основі визнання ченця, вже наступного дня було складено обвинувальний висновок для суду «трійки». Отець Агафон був звинувачений у тому
…що будучи бродячим ченцем і проживаючи у м. Києві нелегально, проводив серед віруючих антирадянську агітацію, а також брав участь у спеціальних зборах церковників, де обговорювалися заходи церковників по боротьбі з радянською владою.
Судом «трійки» був винесений вирок: «Соболенко Олексія Марковича, у чернецтві Агафона, ув’язнити у виправно-трудовий табір строком на десять років, враховуючи термін з 14/Х-37 р.» Цей запис — останній офіційний документ у справі ченця Агафона. Після винесення вироку, подальша його доля залишається невідомою. Однак вижити у виправно-трудових таборах, які перебували в основному на півночі, на Уралі і в Сибіру, було практично неможливо.
Священномученик Неофіт, в миру Микола Маркович Соболенко старший брат вищеназваного Олексія Марковича Соболенка (06.12.1870 — 12.01.1937) до Києво-Печерської лаври прийшов у 1894 році. Чернець з 1 лютого 1907 року. Служив і в Китаївській пустині. Ієродиякон з 16 березня 1918 року, ієромонах — з 23.08.1923 року. Після закриття Києво-Печерської лаври був заарештований 7 липня 1933 року, але через дві неділі був звільнений за відсутністю доказів провини. З 1934 року проживав у одного із своїх братів у селі Туркенцях, короткий час служив у сільській церкві. Заарештований разом із своїм братом у жовтні 1937 року. Розстріляний 12 листопада 1937 року. Причислений до лику святих. Неофіт канонізований в числі 103-х новомучеників Черкаських за рішенням Священного Синода УПЦ від 28 жовтня 1997 року. День пам’яті священномученика Неофіта 26 травня нового стилю.

Дуже важкими для села були роки нацистської окупації 1941—1944 років. 275 жителів чотирьох сіл дацьківської сільської ради воювали на фронтах нацистсько-радянської війни, 84 з яких не повернулися до рідних домівок. Орденами і медалями за ратний подвиг у перемозі над нацизмом нагороджено 203 чоловіки.
Червона армія заняла в понеділок Корсунь, котрий німці були сильно уфортифікували. Останки 10 дивізій захоплених на секторі Черкас, ще б’ються, хоча їх здушено тепер на просторі яких сто квадратових миль, 16 миль з півночі на полуднє, а 7 миль із заходу на схід. Червона армія заняла теж Листвену Петрушки, Туркенці.
Так писала про події Корсунь-Шевченківської битви газета української громади в Америці «Свобода», яка вийшла у середу, 16 лютого 1944 року. Село було звільнене 14 лютого цього ж року. У братській могилі поховано 58 радянських воїнів. На честь односельців, загиблих у боях проти нацистів, у селі встановлено пам’ятник.
Серед тисяч вивезених на примусові роботи українців були і жителі Туркенців. Через німецькі найми пройшла Ольга Єфремівна Онищенко, яка потрапила туди у неповні 16 років. Її господар був вимогливий та вередливий, а умови життя та праці важкими. Після звільнення, по дорозі додому, довелось Ользі Єфремівні ще й послужити у військовій частині, де робила, що загадували. За спогадами Середи Олени Василівни, її мати, Резніченко (Прядко) Єлизавета Власівна вісімнадцятирічною дівчиною була відправлена у Німеччину. З початку довелось тяжко працювати на авіаційному заводі. Згодом, разом із своєю подругою із Білої Церкви попали на сільськогосподарські роботи в німецьку родину. Все життя згадувала Єлизавета Власівна добре ставлення господарів до своїх робітників та за рецептом німецької фрау готувала морозиво для своїх дітей. На примусових роботах у Німеччині побували також юні жительки Туркенець Кравченко Уляна, Томіленко Марія, Константиновська Мотрона, Задніпряна Варвара.
Уродженці села Резніченко Василь та Задніпряний Василь були учасниками радянської інтервенції до Чехословаччини влітку 1968 року.
У наш час свободу і незалежність України відстоювали АТОвці жителі села Переможинці: Томіленко Андрій Анатолійович, Браташ Василь Борисович та Миронченко Петро Анатолійович. Воїни-контрактники Коломієць Віталій Олегович та Печкар Владислав Вікторович і зараз боронять рубежі нашої країни на її сході.
Довгий час Переможинці підпорядковувались Дацьківській сільській раді. Нині Переможинці входять до Дацьківського староства у складі Стеблівської територіальної об’єднаної громади.
В Переможницях містилась центральна садиба колгоспу ім. Карла Маркса, що мала в користуванні 3,5 тис. га земельних угідь, в т. ч. 2,3 тис. га орної землі. Напрям виробництва — зерновий з розвинутим тваринництвом. За успіхи в праці 79 колгоспників відзначено урядовими нагородами.
У 70-ті роки минулого століття у селі працювала початкова школа, де навчалось 37 учнів, бібліотека з книжковим фондом 7,3 тис. книг, будинок культури на 300 місць, дитячі ясла і садок, фельдшерсько-акушерський пункт, пологовий будинок, 2 магазини.
Нині землі в селі обробляються Переможенецьким філіалом НПФ «Урожай». Чи не щороку компанія «Астра» разом з керівництвом НПФ « Урожай» нагороджує дипломами трактористів, які відмінно працювали протягом сезону і служать прикладом для своїх колег. 22 листопада 2017 року такий диплом отримав Володимир Наймибудка, тракторист Переможенецького філіалу НПФ «Урожай» за найдоглянутіший трактор.
Сьогодні на території села є: фельдшерсько-акушерський пункт, клуб, бібліотека, магазин, млин. Найбільша кількість жителів у селі була зафіксована при перепису у 1925 році. Тоді в селі налічувалось 208 дворів та було 957 жителів. Нині, як і по всій Україні, у Переможинцях зберігається тенденція до зменшення населення. На сьогодні воно складає 279 осіб.
Село Переможниці славиться своїми дружніми, щедрими душею людьми, які робили і роблять вагомі внески у розвиток освіти, культури, економіки країни.
У селі народився Аврамченко Макар Матвійович, Заслужений учитель України. Про життєвий шлях та трудові здобутки Макара Матвійовича ви зможете дізнатися з матеріалу про село Листвину, де він 27 років працював директором Листвинської неповнокомплектної школи.
Не одне покоління у Переможинцях виховала вчителька початкових класів Галина Гнатівна Вертеба. У її трудовій книжці стоїть один запис: початок трудового стажу з 1944 року і аж до виходу на пенсію у 1976 році. Молода вчителька прийшла в Туркенську початкову школу після визволення села. Діти були голодні, погано одягнені, багато хто не мав на чому писати. Але всіх Галина Гнатівна поважала, підтримувала, навчала та закладала в їхні душі промінчики своєї любові і тепла. За свою роботу вона отримувала вдячність батьків та була нагороджена грамотами, подяками.
Має село і свого генерала. Гриценко Віктор Олександрович народився 24 березня 1950 року в селі Переможенці Корсунь-Шевченківського району, Черкаської області. Батьки Віктора Олександровича місцеві жителі села. Мати (Вертеба) Домникія Федорівна працювала все своє життя в колгоспі політницею, а батько — Олександр Сидорович, у Корсунь-Шевченківській хлібопекарні та колгоспі ім. Карла Маркса. Дітей в сім’ї було п’ятеро: три сини Петро, Сашко, Віктор та дві доньки: Марія і Уляна. Після закінчення школи всі діти роз’їхались по Україні.
Віктор Олександрович навчався у Переможинецькій початковій школі, у Петрущанській восьмирічці , в Селищенській середній школі, яку закінчив в 1967 році. Після чого служив у Збройних силах СРСР. В 1971—1974 роках навчався у Дніпропетровській школі міліції, після закінчення, якої працював оперуповноваженим Корсунь-Шевченківського районного відділу внутрішніх справ. В 1979—1996 рр. — оперативна робота в апараті Міністерства внутрішніх справ України. Ось, що пише про Віктора Гриценка наш земляк Борис Кириченко: «Віктор Олександрович Гриценко — відставний генерал, родом з Переможенців. Батько його, Олександр Сидорович, у війну потрапив у німецький полон. Уцілів у концтаборі Дахау і радянській тюрмі, похоронив двох синів. Майор Гриценко на Чорнобильську АС прибув в день вибуху реактора, 26 квітня 1986 року, в першій групі рятівників. Повернувся звідти через три доби. У його колись міцному організмі час від часу нуртують утаємничені цезії, стронції, плутонії, нептунії та інше казна-що. Дякуючи Богу, живе під охороною батьківських ген. Більшість офіцерів, його друзів по тій біді, відійшли у вічність».(кінець цитати).
З 1996 року В. О. Гриценко працював у Головному управлінні податкової міліції Державної податкової адміністрації України. Віктор Олександрович — юрист, генерал-майор, має нагороди СРСР, відзнаку Президента України «За бездоганну службу» (2000), звання «Почесний працівник податкової служби України». Указом президента України у 2003 році Гриценку Віктору Олександровичу присвоєно почесне звання «Заслужений юрист України». Одружився в 1975 році на Задніпряній Тетяні Несторівні, дівчині з свого села, учителькою за фахом. Має сина Олександра, двох онуків. Проживає в м. Києві. Досліджуючи свій родовід , Віктор Олександрович знайшов цікаві дані про давню історію села. Зокрема, працюючи в архівах, він дослідив, що найбільш популярними прізвищами у селі в 17 столітті були Гриценко, Резніченко, Кравченко. У 18 столітті у селі з’явилось прізвище Задніпряні. Це люди, які повернулись у село з-за Дніпра.
Славиться село і своїми багатодітними родинами, матері яких отримали почесне звання «Матері-героїні». Резніченко Зінаїда Володимирівна , народила та виховала разом з чоловіком 13 дітей. Вертеба Галина Андріївна, Вертеба Софія Семенівна, Кириченко Ніна Іванівна, Резніченко Валентина Іванівна народили та виховали по 5 діток.
У культурне життя села вагомий внесок робить сільська бібліотека. Як відомо зі спогадів односельчан у 1947—50 роках бібліотеки, як такої не було, а на «третьому кутку» була хата-читальня у Резніченко Марини Степанівни, де в одній половині хати був дитячий садочок, а в другій імпровізована бібліотека. Книжки всім бажаючим видавала Коцюбенко Ольга. У 1952 році у селі збудували клуб в якому відкрили бібліотеку. Першим бібліотекарем стала Шатохіна Ліпа Гнатівна — 1904 року народження, яка мала педагогічну освіту. В різні роки в бібліотеці працювали: Прядко Валентина Леонтіївна, Саєнко Микола Іванович, Семененко Лідія Михайлівна, Кравченко Любов Наумівна, Кравченко Галина Іванівна.
У 1962 році по направленню з Канівського культосвітнього училища в бібліотеку прийшла працювати Малюк Ніна Володимирівна — родом з с. Бужанки Лисянського району. Працювала старанно, з добротою і чуйністю, повагою до читачів і Переможинецькій бібліотеці було присвоєно в 1965 році звання «Бібліотека відмінної роботи».
З 1976 року 32 роки поспіль Переможинецьку бібліотеку очолювала Резніченко Ольга Євгенівна. Під її керівництвом бібліотека стала впливовим і ефективним культурно-освітнім та виховним закладом. Ольга Євгенівна організувала при бібліотеці для дорослих читачів гурток любителів фольклорного співу під назвою «Надія», який згодом здобув популярність не тільки серед односельців, а й за межами району. Аматорський фольклорний колектив у 2000 році отримав звання Народного. Плідна праця Ольги Євгенівни не залишилася непоміченою і була відзначена багатьма грамотами та подяками районного та обласного відділів культури, районної державної адміністрації.
В даний час бібліотекою завідує добросовісна та відповідальна, творча і креативна Задніпряна Наталія Миколаївна, яка збирає та дбайливо зберігає інформацію про своє рідне село та його людей.
Є у селі своя родзинка — сільська футбольна команда «Колос», яка у 2017 році відзначала своє 40-річчя. З цієї нагоди на стадіоні «Колос-Арена» розгорнулося справжнє футбольне свято, організоване небайдужими людьми, ветеранами футболу та благодійниками, які так чи інакше пов’язані з цим мальовничим селом нашої Корсунщини. Ця спортивна зустріч стала даниною шани подвижникам вітчизняного футболу, дух якого крізь роки несуть в своїх серцях його ветерани: Милокостенко Анатолій Васильович, Резніченко Микола Олександрович, Соболь Василь Миколайович, Хруленко Володимир Олександрович, Миронченко Володимир Вікторович, Саварський Анатолій Євгенович, Прядко Ігор Семенович. Зараз у селі йде реконструкція стадіону. Ветерани команди Кравченко Григорій Олександрович, Анатолій Миколайович Кравченко і сьогодні піклуються про його благоустрій, сподіваються на те, що молода команда «Буревісник» матиме змогу тренуватись на сучасному стадіоні після його реконструкції та примножувати футбольну славу села.
Природа наділила Переможинці мальовничою природою. На території села росте унікальне дерево верби білої висотою 17 метрів, обхват стовбура 5,3 метри. Вік 150—160 років. За селом знаходиться ліс багатий на гриби та ягоди. Природна цінність села — межові посадки первісних дубових лісів. У лісі на Дідовій горі росте знаменитий Гайдамацький дуб, названий на честь визвольного руху на Україні в 17 столітті. Лісовому велетню понад 800 років, висота його понад 30 метрів, в обхваті 5,5 метри. У лісі є ставок під назвою Сажавка. Назва якого походить від слова «сажа». Хоча, як стверджує Віктор Олександрович Гриценко, первісна назва ставка Саржавка. Просто з роками буква «р» загубилась. Його глибина доходить до 20 метрів. Вода у ставку чорного кольору. Можливо від опалого прілого листя. Поблизу лісу до колективізації був хутір Кузьмівський і ставок, який знаходиться поблизу, теж носить таку ж назву Кузьмівський. Ставок багатий рибою, тут живуть лебеді, дикі качки, гуси. Копитанових ставків у селі три. Якщо дивитись з висоти, один із них, має форму кінського копита. Звідси і назва. У лісі з-під пагорба витікає джерело з цілющою водою, яка має високі смакові якості.
В Переможинцях протікає правобережна притока Росі Саковиця, яка впадає в Рось у селі Яблунівка. Загальна довжина річечки 16,4 км.
Лісові та степові околиці села — пречудові місця з позитивною енергетикою, запашними травами, щебетом пташок. Тут відпочиваєш душею та тілом.